# جاديسولا أوسيبيرو
جاديسولا أوسيبيرو (بالإنجليزية: Jadesola Osiberu)‏، هُو كاتب سيناريو ومخرج أفلام ومُنتج نيجيري.

## وصلات خارجية
- جاديسولا أوسيبيرو في قاعدة بيانات الأفلام على الإنترنت